# Édouard Allou

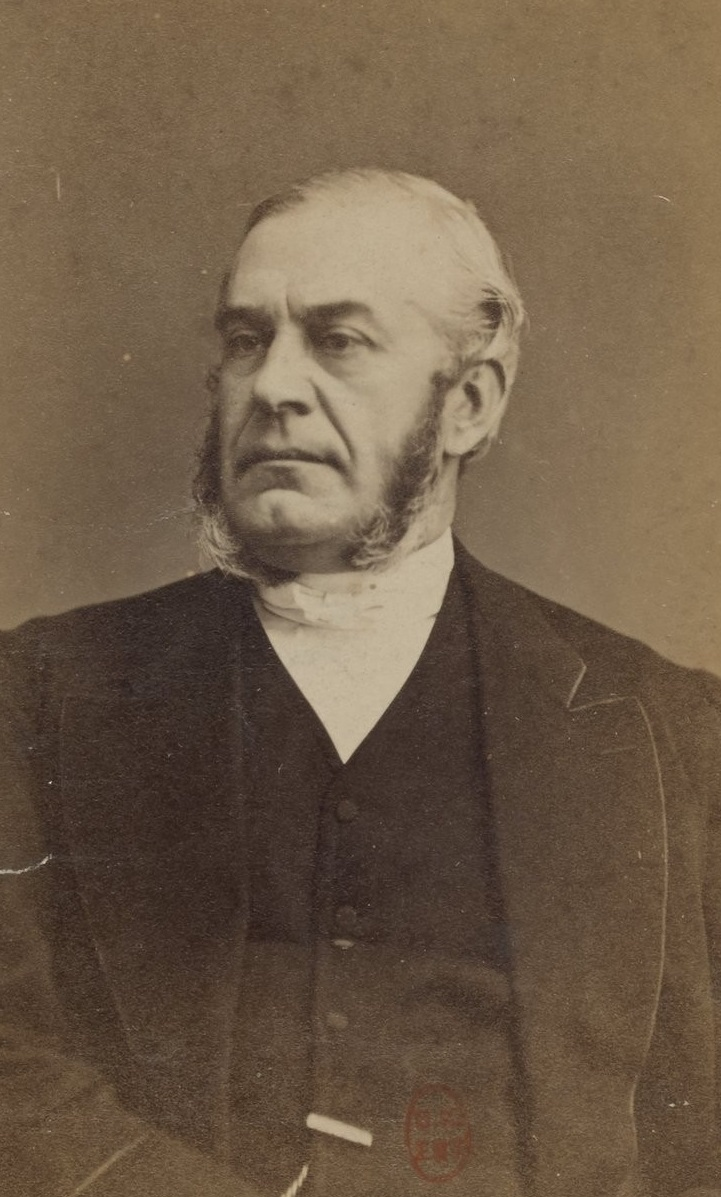
Édouard Allou

Édouard Allou, född 6 mars 1820 i Limoges, död 13 juli 1888, var en advokat i Paris.
Allou vann rykte om sig att vara en av Frankrikes yppersta sakförare. 
Detta rykte hade han erhållit genom det glänsande sätt, varpå han uppträdde särskilt som försvarare av Pierre-Joseph Proudhon (1850), under en tryckfrihetsprocess, och av Léon Gambetta (1878), när denne stämts för det i Lille fällda yttrandet om presidenten Patrice de Mac-Mahon: Se démettre ou se soumettre. Avocat tog även del i det politiska livet och var sedan 1882 livstidsledamot av senaten, där han tillhörde vänstra centern.